# Prorogation
Prorogation kallas i engelsk statsrätt avbrytandet av parlamentets förhandlingar genom kunglig kungörelse, vanligen vid sessionens slut. Parlamentet säges därefter "stå prorogerad" till en viss nämnd dag som nämnts i kungörelsen, då det samlas igen, om dess sammanträden inte återigen skjutits upp genom en ny prorogation.
Prorogation skiljer sig från vanlig ajournering på så vis att alla lagförslag måste framläggas igen och genomgå den stadgade lagstiftningsproceduren från början, medan man däremot efter ajournering fortsätter behandlingen vid det stadium, dit man hunnit vid avbrottet. Eftersom ett lagförslag med samma huvudinnehåll som ett föregående inte får läggas fram vid samma session som denna, har prorogation i undantagsfall utnyttjats över en enda dag för att kringgå denna bestämmelse.